# Joscelino I de Edessa
Juscelino I de Edessa ou Juscelino II de Courtenay (n. 1074 m.1131), foi um príncipe cruzado, senhor de Turbessel de 1101 a 1113, príncipe da Galileia de 1113 a 1119 e conde de Edessa de 1119 até à sua morte. Através do seu governo belicoso e feitos militares, este condado conseguiu manter as suas amplas e instáveis fronteiras.

## Ao serviço de Balduíno de Bourcq

Mapa político do Próximo Oriente em 1135 com os estados cruzados. É possível ver o Condado de Edessa atravessado pelo rio Eufrates, com Turbessel a oeste e Edessa a leste, assinalada por uma estrela

Juscelino I de Edessa era filho de Juscelino I de Courtenay, senhor de Courtenay (n.1034), com Isabel de Montlhéry; esta era irmã de Melisende de Montlhéry, mãe de Balduíno de Bourcq, pelo que estes dois condes de Edessa eram primos direitos. Joscelino chegou à Terra Santa durante a fracassada Cruzada de 1101, um movimento menor que se seguiu à Primeira Cruzada. Imediatamente entrou ao serviço do primo, o agora conde Balduíno II de Edessa, que lhe concedeu o senhorio de Turbessel.
Em 1104 os turcos seljúcidas invadiram Edessa e Balduíno II, com a ajuda de Juscelino, Boemundo I de Antioquia e Tancredo da Galileia, enfrentou-os na batalha de Harã. O resultado foi desastroso: Balduíno e Juscelino foram aprisionados pelo inimigo na cidade de Moçul e o condado passou para a regência de Tancredo. Este e o seu tio Boemundo preferiram trocar por dinheiro os prisioneiros turcos que haviam feito, em vez de fazer o resgate dos nobres cristãos. Juscelino acabou por fugir e resgatar o primo em 1108, pela soma de 60 000 dinares. Tancredo recusou-se a devolver Edessa ao seu legítimo conde mas, com o apoio dos arménios, bizantinos, e até dos seljúcidas, foi obrigado a ceder.
Entretanto muitos territórios na margem oriental do rio Eufrates estavam perdidos. Este rio fazia uma importante divisória no condado: em 1113, Juscelino criara um estado cruzado semi-autónomo, vassalo do condado de Edessa, ao redor de Turbessel, a oeste do Eufrates, onde as terras eram prósperas; Balduíno II controlava o território a leste, ao redor da cidade de Edessa, que era pouco populado e continuamente alvo de investidas dos seljúcidas. Assim, nesse ano Balduíno retirou Turbessel a Juscelino, que partiu para Jerusalém onde, com a morte de Tancredo, foi-lhe oferecido o principado da Galileia. 
Em 1118, Balduíno II sucedeu Balduíno I no trono de Jerusalém. Apesar da hostilidade anterior com que o seu primo lhe retirara Turbessel, Juscelino apoiou Balduíno II contra a candidatura de Eustácio III da Bolonha, irmão de Balduíno I e de Godofredo de Bulhão. Por isso foi recompensado com o Condado de Edessa.

## Conde de Edessa
Tal como os dois anteriores condes deste território, Juscelino casou-se com uma nobre arménia por motivos políticos, uma vez que a maioria dos seus súbditos eram dessa etnia. A escolhida foi Beatriz, filha de Constantino I da Arménia, de quem nasceu Juscelino II. Em 1122, depois da morte da primeira esposa, casou-se em segundas núpcias com Maria de Altavila, irmã de Rogério de Salerno, regente de Antioquia. 

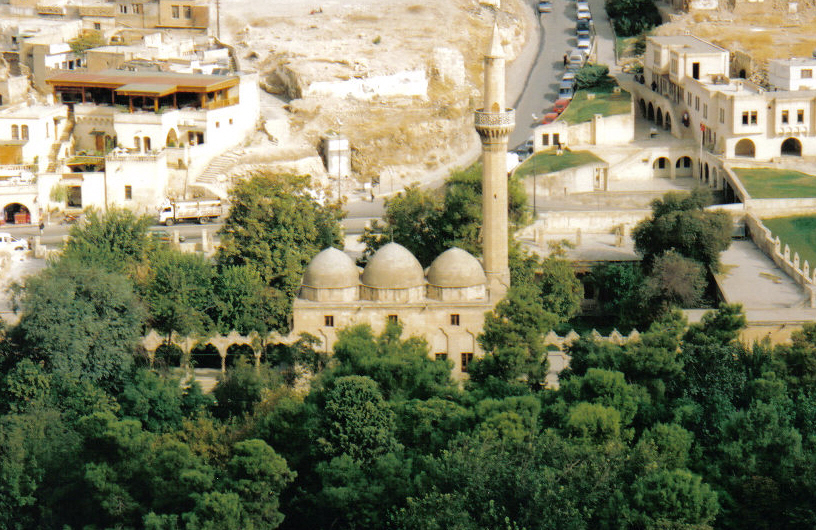
Edessa, actual Şanlıurfa (ou Urfa), na província homónima da Turquia - Mesquita construída onde, segundo a tradição muçulmana, nasceu o profeta Abraão.

Em 1122, Juscelino foi mais uma vez aprisionado em batalha. Balduíno II assumiu a regência do condado mas também acabou por ser aprisionado pelos turcos, no ano seguinte, enquanto patrulhava as fronteiras de Edessa, e acompanhou Juscelino no seu cativeiro.
Ambos foram resgatados em 1224 com a ajuda de 50 soldados arménios que, disfarçados de mercadores, infiltraram-se na fortaleza onde se encontravam os prisioneiros, mataram os guardas e içaram uma bandeira cristã; Juscelino saiu do local mas Balduíno permaneceu no castelo, que foi cercado e depois acabaria por ser retomado pelos muçulmanos. Só no ano seguinte o conde de Edessa conseguiria resgatar o temeroso rei de Jerusalém.
Depois de voltar a Edessa, Juscelino conseguiu aumentar o território do condado até às margens do rio Tigre a norte de Mossul. Em 1125 participou da batalha de Azaz, uma vitória cruzada contra o atabei de Mossul. 
Em 1131, durante o cerco a um pequeno castelo a nordeste de Alepo, Juscelino ficou gravemente ferido quando a mina de um seu sapador ruiu. Pouco depois, chegou a informação que o emir Ghazi II vinha em marcha sobre a cidade de Kaisun.
Quando o filho e sucessor de Juscelino, o futuro Juscelino II, se recusou a prestar ajuda a essa cidade, o ainda conde de Edessa ordenou o fim do cerco. Transportado numa liteira, marchou com o seu exército sobre Kaisun. O líder muçulmano, ao saber da aproximação de Juscelino, talvez pensando que o conde cristão já tinha morrido, levantou o cerco e retirou, assim lhe concedendo a sua vitória final, antes de morrer pouco depois na estrada.